# Juan Gabriel Valdés
Juan Gabriel Valdés Soublette (Santiago del Cile, 1947) è un politico cileno, appartenente al Partito Socialista Cileno.
È un politologo e diplomatico ed ha ricoperto la carica di Ministro degli affari esteri durante il governo di Eduardo Frei Ruiz-Tagle.

## Biografia
Figlio di Gabriel Valdés, membro del Partito Democratico Cristiano del Cile, ha studiato presso la facoltà di Diritto all'Pontificia Università Cattolica del Cile. Tra il 1970 ed il 1973 ha seguito corsi di scienze politiche presso l'Università dell'Essex, in Inghilterra, dove ottenne il massimo riconoscimento sugli Studi Latinoamericani.
Tra il 1973 e il 1976 completò i suoi studi politici all'Università di Princeton ottenendo un dottorato. Sempre negli Stati Uniti d'America aiutò le autorità locali nelle indagini sull'uccisione dell'ex ministro di Allende Orlando Letelier operato dalla DINA. Sempre nel 1976 si trasferisce in Messico in qualità di esiliato perché oppositore alla giunta militare-fascista che governava il Cile e collaborava assieme ad altre organizzazioni di esiliati dal Cile.
Nel 1982 ritorna in Cile e prosegue i suoi lavori di professore del Centro de Investigación y Docencia Económica iniziati in Messico e diresse la sede locale presso la capitale cilena.
Tra il 1986 e il 1987 collabora con alcune università americane e pubblica diverse opere riguardanti la gestione economica di Pinochet.
Inizia la propria militanza politica nel Partito Democratico Cristiano del Cile assieme al padre ma successivamente alla vigilia dell'ascesa di Salvador Allende entra nella sinistra democristiana che successivamente fonderà il MAPU. Valdés entrerà poi nel Partito Socialista Cileno. Durante la dittatura di Augusto Pinochet entrò nelle file dell'opposizione e partecipa alla fondazione della Concertación de Partidos por la Democracia, l'alleanza di centrosinistra tuttora al governo del paese.
Nel 1996 lavora presso il Ministero degli Esteri come collaboratore del ministro José Miguel Insulza. Nel 1999 sostituisce quest'ultimo alla carica ministeriale.
Durante il governo di Ricardo Lagos ha partecipato come rappresentante del Cile al Consiglio di Sicurezza dell'ONU opponendosi alla guerra in Iraq voluta dal governo conservatore americano. Nel 2003 viene nominato ambasciatore del Cile in Argentina. Nel 2004 accetta la carica offerta dalle Nazioni Unite per la conduzione della crisi politica ad Haiti.
Nel settembre del 2008 la Presidente Michelle Bachelet lo nomina capo della commissione dell'UNASUD sulla crisi politica che ha colpito in quel periodo la Bolivia.